# 赵人俊
赵人俊（1924年—1993年），男，浙江金华人，中国工程水文及水资源专家，曾任河海大学教授、博士生导师。